# 宜昌市
宜昌市（ぎしょう/イーチャン-し、拼音: Yíchāng）は、中華人民共和国湖北省に位置ある地級市。宜昌は長江の三峡の下流に位置する港町であり長江クルーズや貨物船の寄港地である。西陵峡の最下流部にあり、市街地の中には葛洲ダムが、その40km弱上流には三峡ダムがある。

## 歴史
宜昌の歴史は長く、長江の三峡の入口として軍事的に重要な地であった。楚と巴の文化の発祥の地と言われる。詩人・政治家である屈原や中国四大美人のひとりである王昭君の故郷とされる。また三国時代には夷陵の戦いの戦場となっている。
春秋戦国時代には楚の西境であった。古名を夷陵と称した。秦により南郡が置かれると、夷陵県は南郡に属した。208年（建安13年）に後漢により臨江郡が設置され、210年（建安15年）には宜都郡と改められ、下部に宜都県、秭帰県、枝江県、夷道県の4県を管轄した。三国時代の呉により、222年（黄武元年）に西陵郡が設置された。後に再び宜都郡と改称され、南北朝時代には南朝政権に継承された。南朝梁は宜都郡の上位区画として宜州を立てた。西魏は宜州を拓州と改め、北周は拓州を硤州と改称している。
607年（大業3年）、隋が州制を廃止すると、硤州を夷陵郡と改めた。夷陵郡は下部に夷陵県、夷道県、長陽県、遠安県の4県を管轄している。唐が成立すると、夷陵郡は廃され硤州が設置された。五代十国時代には高季興による地方政権である荊南の版図に編入されている。
宋朝が成立すると、峡州は荊湖北路に属した。元代には峡州路と改められた。明初には再び峡州とされたが、1376年（洪武9年)に夷陵州と改められた。夷陵州は下部に宜都県、長陽県、遠安県の3県を管轄し、湖広布政使司荊州府上荊南道に属した。清朝が成立すると、1648年（順治5年）に夷陵州は彝陵州と改称された。1735年（雍正13年）には彝陵州は宜昌府に昇格した。宜昌府は下部に東湖県、興山県、巴東県、長陽県、長楽県の5県および帰州、鶴峰州の2州を管轄した。1876年（光緒2年）に清朝とイギリスの間で締結された『煙台条約』により宜昌が開港地に指定されると、翌年に税関が設置されて正式に開港している。
1912年（民国元年）、中華民国が成立すると、東湖県は宜昌県と改称され、興山、秭帰、巴東、長陽、五峰、鶴峰県とともに荊南道に属し、当陽、遠安県は襄南道に属した。その後道制は廃止となり、1932年（民国21年）に行政督察区制度が施行されると第6、第9行政督察区が設置された。当該時期の行政区画変遷については湖北省 (中華民国)を参照。1940年の宜昌作戦により宜昌は日本軍に占領され、占領は日本の降伏まで続いた。
中華人民共和国が成立すると、湖北省には8行政区が設置され、宜昌行政区専員公署が宜昌県、宜都県、枝江県、当陽県、遠安県、興山県、秭帰県、長陽県、五峰県の9県を管轄、同時に宜昌県城区及び近郊農区に宜昌市を新設している。1951年、宜昌行政区専員公署は宜昌区専員公署、1955年には宜昌専員公署と改称されている。文化大革命が始まると1968年1月に宜昌地区革命委員会が設置されたが、1978年8月に革命委員会は廃止となり宜昌地区行政公署が設置されている。
1992年3月、宜昌地区が廃止となり、地級市の宜昌市が成立した。

## 行政区画

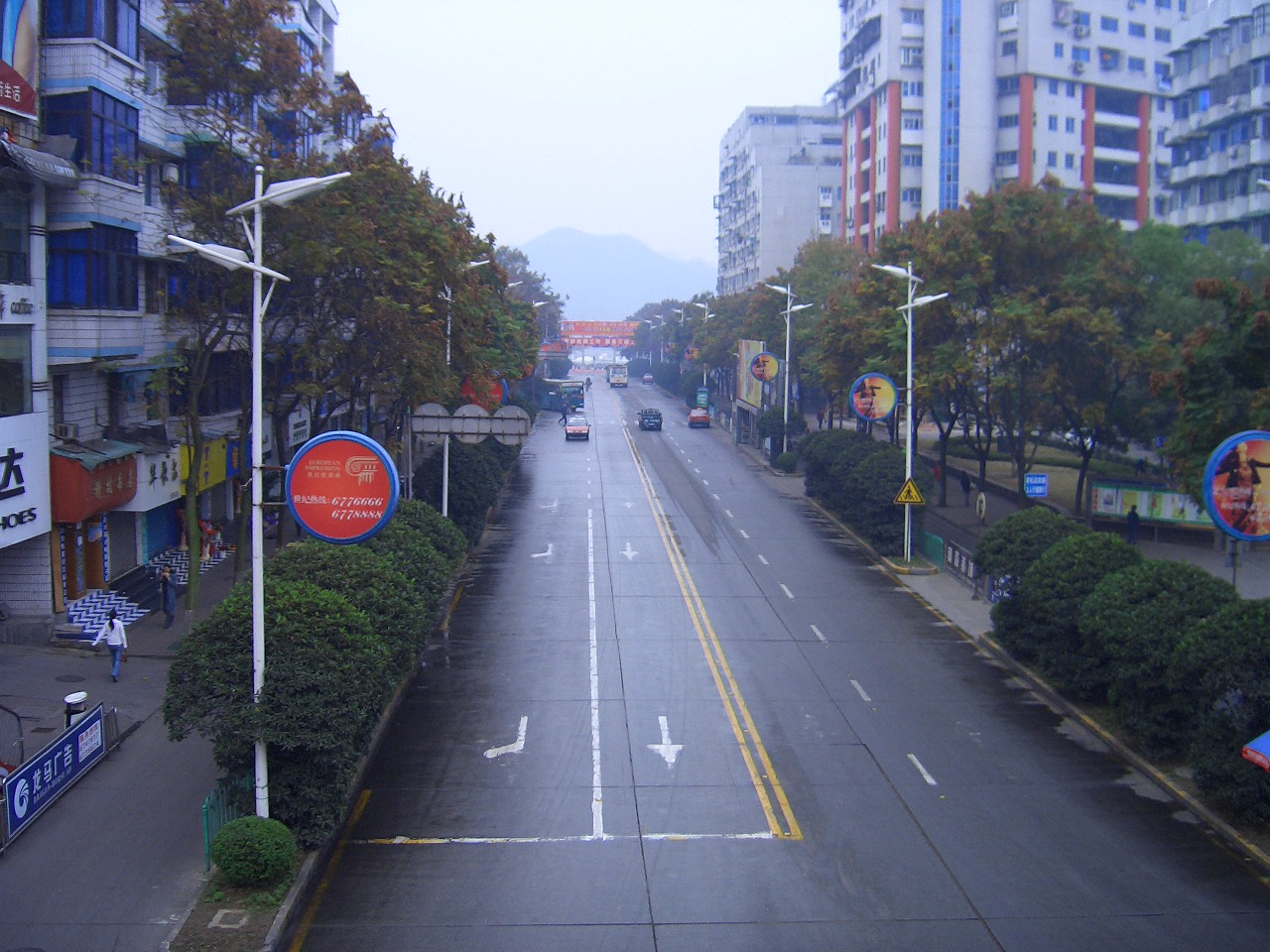
歩道橋から臨む宜昌

5市轄区・3県級市・3県・2自治県を管轄下に置く。
- 市轄区：
  - 西陵区・伍家崗区・点軍区・猇亭区・夷陵区
- 県級市：
  - 宜都市・当陽市・枝江市
- 県：
  - 秭帰県・遠安県・興山県
- 自治県：
  - 長陽トゥチャ族自治県・五峰トゥチャ族自治県

| 宜昌市の地図 | 宜昌市の地図         | 宜昌市の地図                | 宜昌市の地図      | 宜昌市の地図 | 宜昌市の地図 | 宜昌市の地図 | 宜昌市の地図 | 宜昌市の地図 | 宜昌市の地図 | 宜昌市の地図 | 宜昌市の地図 |
| --- | -------------------- | --------------------------- | ----------------- | ------------ | ------------ | ------------ | ------------ | ------------ | ------------ | ------------ | ------------ |
| 1 2 点軍区 3 夷陵区 遠安県 興山県 秭帰県 長陽トゥチャ族自治県 五峰トゥチャ族自治県 宜都市 当陽市 枝江市 1. 西陵区 2. 伍家崗区 3. 猇亭区 |                      |                             |                   |              |              |              |              |              |              |              |              |
| 行政区画番号 | 行政区画名           | ピンイン                    | 面積 （平方キロ） | 政府所在地   | 郵便番号     | 下位行政区画 | 下位行政区画 | 下位行政区画 | 下位行政区画 | 下位行政区画 | 下位行政区画 |
| 行政区画番号 | 行政区画名           | ピンイン                    | 面積 （平方キロ） | 政府所在地   | 郵便番号     | 街道弁事処   | 鎮           | 郷           | うち 民族郷  | 居民委員会   | 村民委員会   |
| 420500 | 宜昌市               | Yíchāng Shì                 | 21227.00          | 西陵区       | 443000       | 20           | 65           | 22           | 1            | 260          | 1366         |
| 420502 | 西陵区               | Xīlíng Qū                   | 68.14             | 西陵街道     | 443000       | 6            |              | 1            |              | 69           | 8            |
| 420503 | 伍家崗区             | Wǔjiāgǎng Qū                | 84.03             | 伍家崗街道   | 443000       | 4            |              | 1            |              | 37           | 16           |
| 420504 | 点軍区               | Diǎnjūn Qū                  | 533.23            | 点軍街道     | 443000       | 1            | 2            | 2            |              | 7            | 45           |
| 420505 | 猇亭区               | Xiāotíng Qū                 | 130.40            | 古老背街道   | 443000       | 3            |              |              |              | 19           | 5            |
| 420506 | 夷陵区               | Yílíng Qū                   | 3416.57           | 小渓塔街道   | 443100       | 1            | 8            | 3            |              | 18           | 182          |
| 420525 | 遠安県               | Yuǎn'ān Xiàn                | 1741.06           | 鳴鳳鎮       | 444200       |              | 6            | 1            |              | 15           | 102          |
| 420526 | 興山県               | Xīngshān Xiàn               | 2315.36           | 古夫鎮       | 443700       |              | 6            | 2            |              | 7            | 89           |
| 420527 | 秭帰県               | Zǐguī Xiàn                  | 2273.80           | 茅坪鎮       | 443600       |              | 8            | 4            |              | 7            | 186          |
| 420528 | 長陽トゥチャ族自治県 | Chángyáng Tǔjiāzú Zìzhìxiàn | 3418.82           | 竜舟坪鎮     | 443500       |              | 8            | 3            |              | 5            | 154          |
| 420529 | 五峰トゥチャ族自治県 | Wǔfēng Tǔjiāzú Zìzhìxiàn    | 2370.41           | 漁洋関鎮     | 443400       |              | 5            | 3            |              | 11           | 97           |
| 420581 | 宜都市               | Yídū Shì                    | 1354.83           | 陸城街道     | 443300       | 1            | 7            | 2            | 1            | 22           | 123          |
| 420582 | 当陽市               | Dāngyáng Shì                | 2148.82           | 玉陽街道     | 444100       | 3            | 7            |              |              | 18           | 158          |
| 420583 | 枝江市               | Zhījiāng Shì                | 1371.53           | 馬家店街道   | 443200       | 1            | 8            |              |              | 16           | 198          |

### 年表
この節の出典

#### 宜昌市(第1次)
- 1949年10月1日 - 中華人民共和国湖北省宜昌市が発足。(1市)
- 1951年3月 - 宜昌専区宜昌県の一部を編入。(1市)
- 1952年11月30日 - 宜昌専区宜昌県の一部を編入。(1市)
- 1954年11月19日 - 宜昌市が宜昌専区に編入。

#### 宜昌専区(1949年-1959年)
- 1949年10月1日 - 中華人民共和国湖北省宜昌専区が成立。宜昌県・宜都県・枝江県・当陽県・秭帰県・長陽県・遠安県・興山県・五峰県が発足。(9県)
- 1951年3月 - 宜昌県の一部が宜昌市に編入。(9県)
- 1952年11月30日 - 宜昌県の一部が宜昌市に編入。(9県)
- 1953年9月19日 - 秭帰県の一部が宜昌県に編入。(9県)
- 1954年11月19日 (1市9県)
  - 宜昌市を編入。宜昌市が県級市に降格。
  - 宜昌県の一部が宜都県に編入。
- 1955年2月15日 - 枝江県が宜都県に編入。(1市8県)
- 1958年9月 - 宜昌県の一部が宜昌市に編入。(1市8県)
- 1959年2月24日 - 宜昌専区が工業区に移行し、宜都工業区となる。

#### 宜都工業区
- 1960年11月17日 - 宜昌市の一部が宜昌県に編入。(1市8県)
- 1961年4月24日 - 宜昌市・宜昌県・宜都県・当陽県・秭帰県・長陽県・遠安県・興山県・五峰県が宜昌専区に編入。

#### 宜昌地区(1961年-1992年)
- 1961年4月24日 - 宜都工業区宜昌市・宜昌県・宜都県・当陽県・秭帰県・長陽県・遠安県・興山県・五峰県を編入。宜昌専区が成立。(1市8県)
- 1961年12月15日 - 宜昌県の一部が宜都県に編入。(1市8県)
- 1962年10月20日 - 宜都県の一部が分立し、枝江県が発足。(1市9県)
- 1968年1月16日 - 宜昌専区が宜昌地区に改称。(1市9県)
- 1970年5月28日 (1市9県)
  - 興山県の一部が鄖陽地区房県、襄陽地区保康県、恩施地区巴東県の各一部と合併し、省直轄県級行政区の神農架林区となる。
  - 宜昌県の一部が宜昌市に編入。
- 1971年1月30日 (1市9県1林区)
  - 神農架林区を編入。
  - 宜昌県の一部が宜昌市に編入。
- 1972年3月20日 - 神農架林区が省直轄県級行政区となる。(1市9県)
- 1975年 - 宜昌県の一部が宜昌市に編入。(1市9県)
- 1979年6月21日 - 宜昌市が地級市の宜昌市に昇格。(9県)
- 1979年12月19日 - 宜昌県の一部が宜昌市に編入。(9県)
- 1982年 - 宜昌県の一部が枝江県に編入。(9県)
- 1984年2月9日 - 宜昌県の一部が宜昌市に編入。(9県)
- 1984年7月13日 (7県2自治県)
  - 五峰県が自治県に移行し、五峰トゥチャ族自治県となる。
  - 長陽県が自治県に移行し、長陽トゥチャ族自治県となる。
- 1987年11月30日 - 宜都県が市制施行し、枝城市となる。(1市6県2自治県)
- 1988年10月22日 - 当陽県が市制施行し、当陽市となる。(2市5県2自治県)
- 1992年7月6日 - 枝城市・当陽市・宜昌県・枝江県・興山県・遠安県・秭帰県・長陽トゥチャ族自治県・五峰トゥチャ族自治県が宜昌市に編入。

#### 宜昌市(第2次)
- 1979年6月21日 - 宜昌地区宜昌市が地級市の宜昌市に昇格。(1市)
- 1979年12月19日 - 宜昌地区宜昌県の一部を編入。(1市)
- 1984年2月9日 - 宜昌地区宜昌県の一部を編入。(1市)
- 1986年12月13日 - 西陵区・伍家崗区・点軍区を設置。(3区)
- 1992年7月6日 - 宜昌地区枝城市・当陽市・宜昌県・枝江県・興山県・遠安県・秭帰県・長陽トゥチャ族自治県・五峰トゥチャ族自治県を編入。(3区2市5県2自治県)
- 1995年3月21日 - 枝江県の一部が分立し、猇亭区が発足。(4区2市5県2自治県)
- 1996年7月30日 - 枝江県が市制施行し、枝江市となる。(4区3市4県2自治県)
- 1998年6月11日 - 枝城市が宜都市に改称。(4区3市4県2自治県)
- 2001年3月22日 (5区3市3県2自治県)
  - 宜昌県の一部が分立し、夷陵区が発足。
  - 宜昌県の残部が点軍区に編入。

## 経済
改革開放以来，宜昌の経済は急速に発展している。2004年の総生産は588億元。工業も発展してきており、水力発電、電子部品、化学工業、食品医薬、新型建材などの重点産業政策がある。外資の誘致も行われている。

## 交通

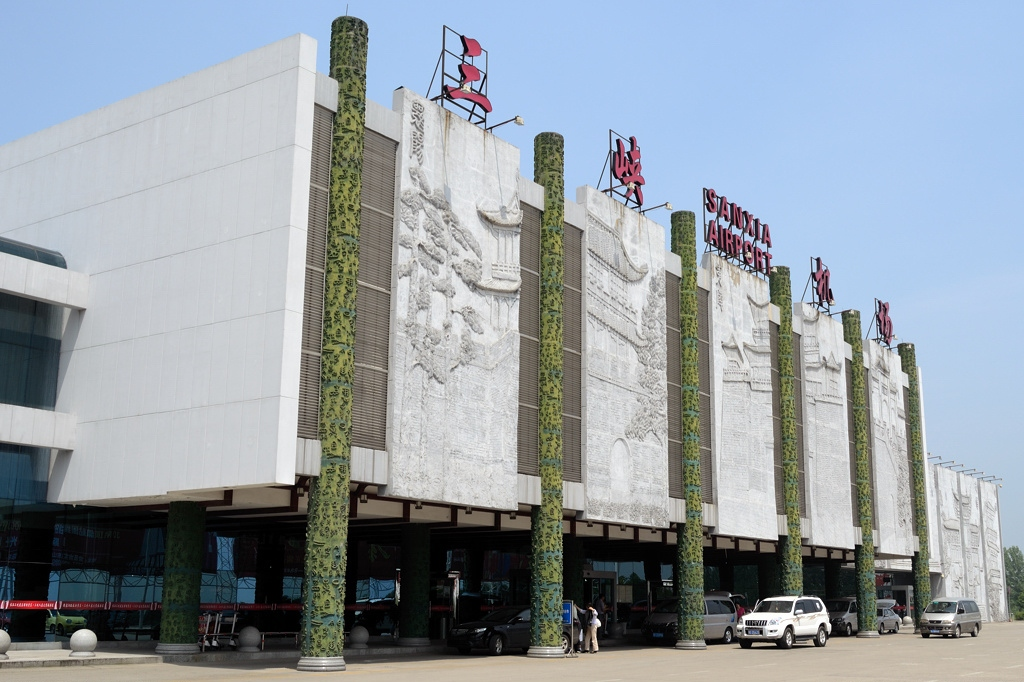
宜昌三峡空港

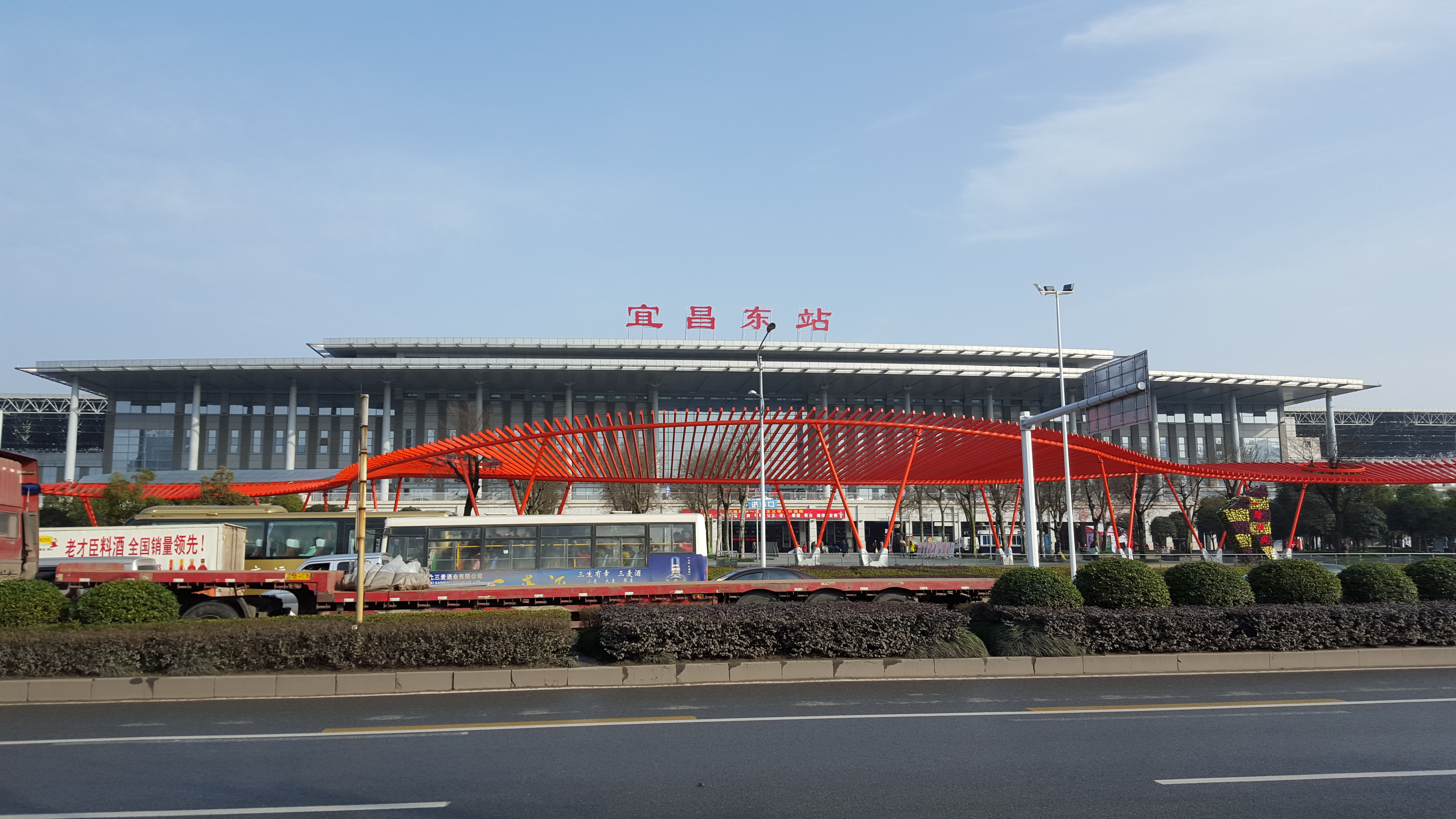
宜昌東駅

- 宜昌三峡空港（宜昌三峡机场、Yichang Sanxia Airport）：湖北省第二の空港で、空運機及び国内主要都市及び香港へ就航している。IATA空港コードはYIH、ICAOコードはZHYC。

## 文化
宜昌は楚国および巴国の文化の発祥地とされる。少数民族のトゥチャ族の居住区でもあり、独自の文化を誇っている。

## ギャラリー

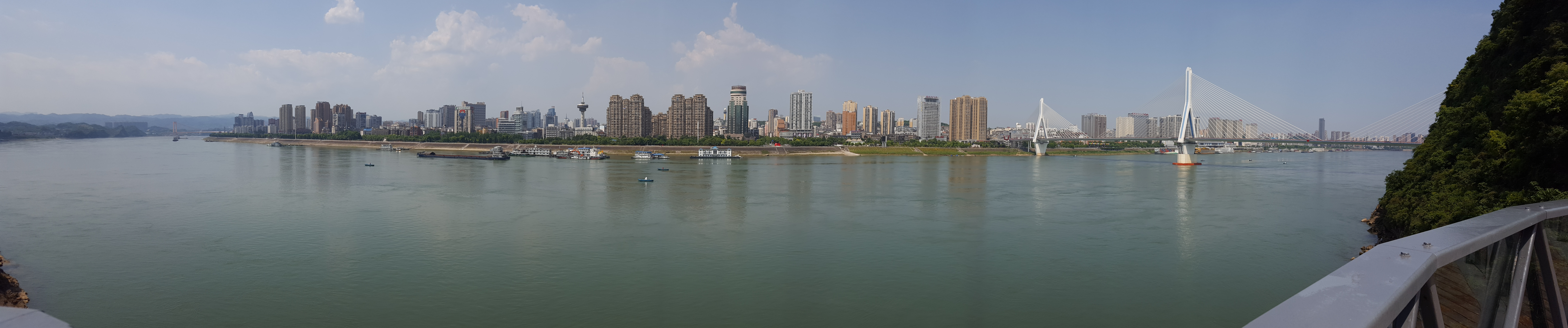
長江に面する宜昌市

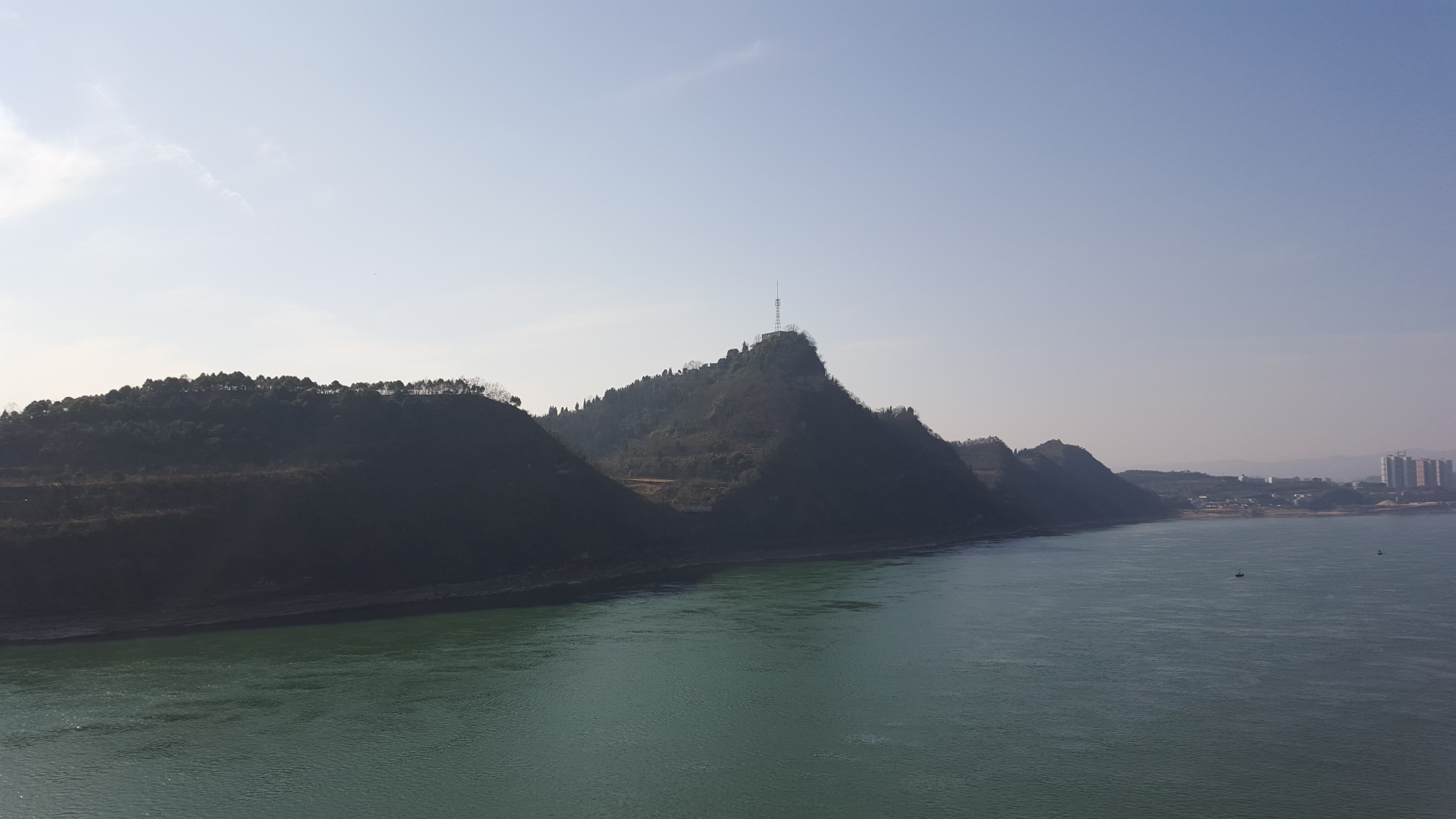
磨基山
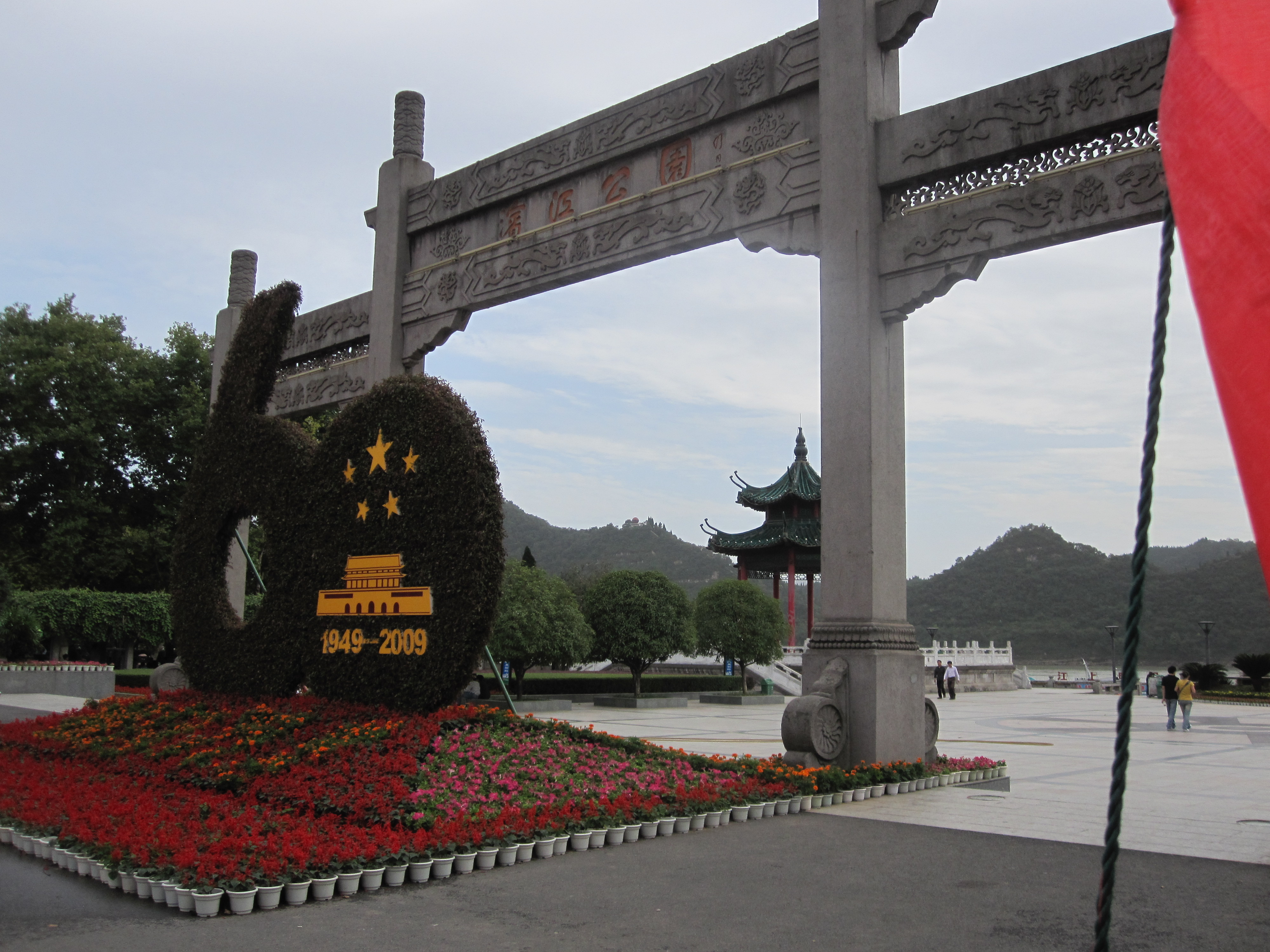
浜江公園
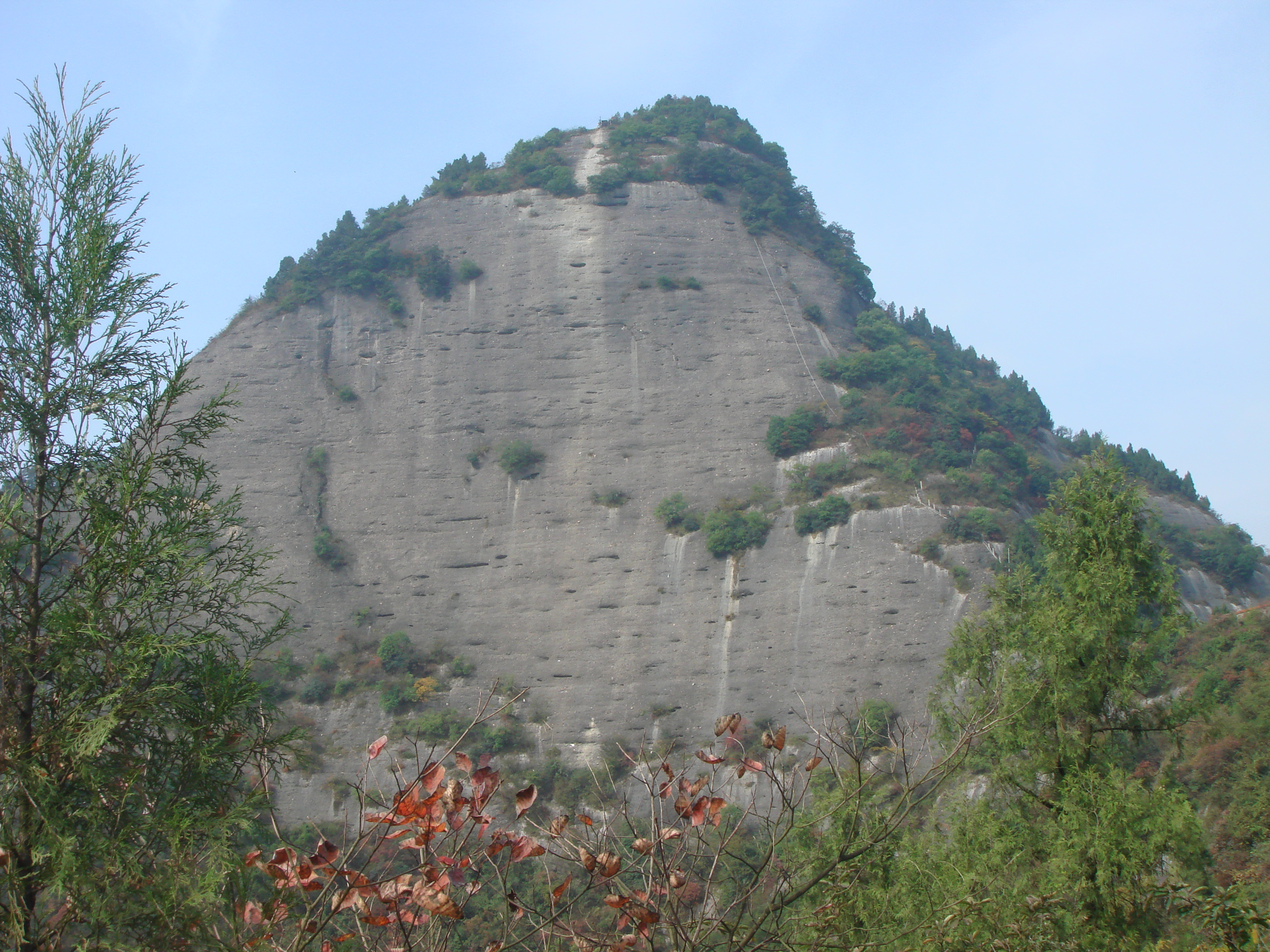
文仏山
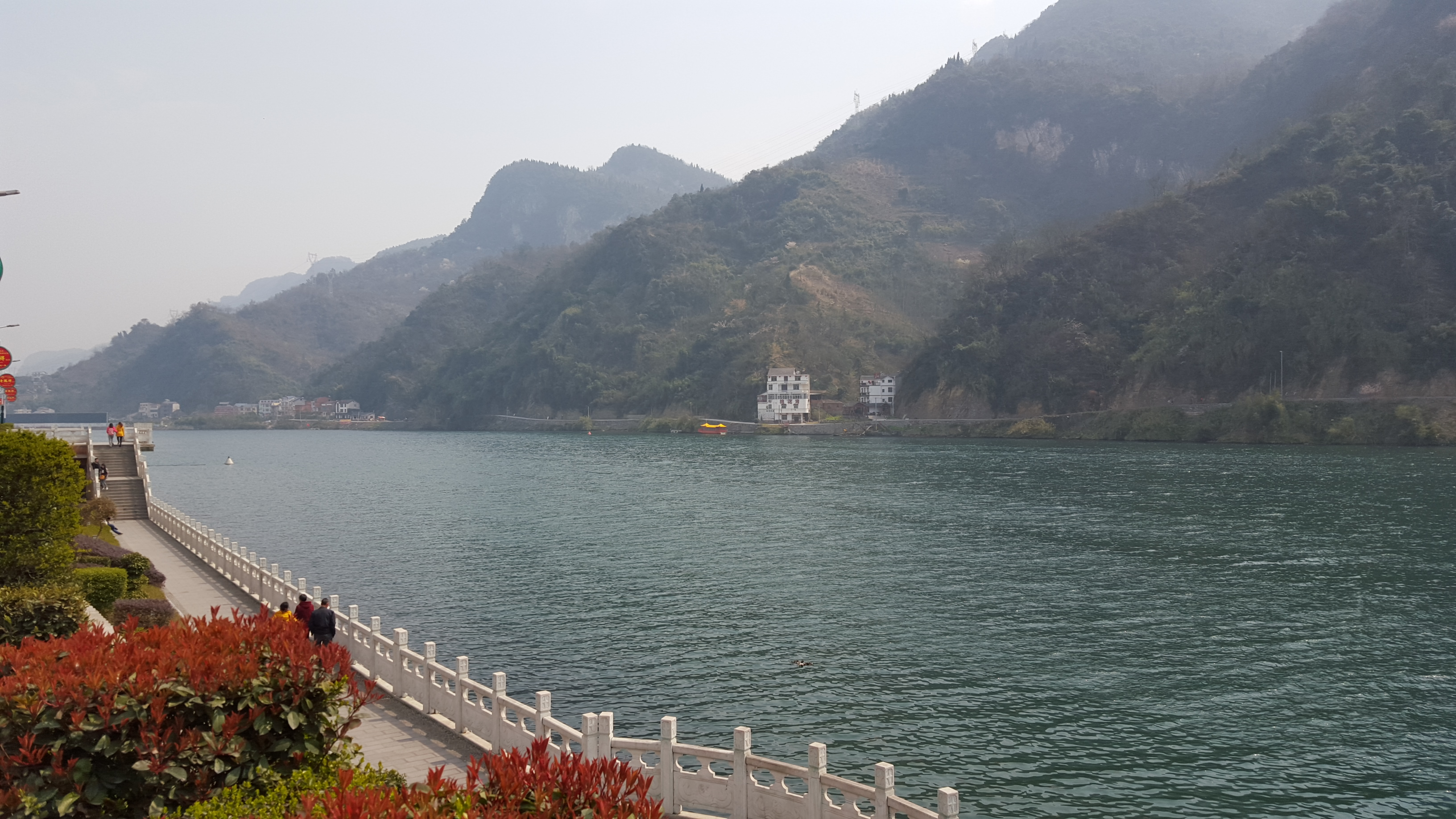
清江
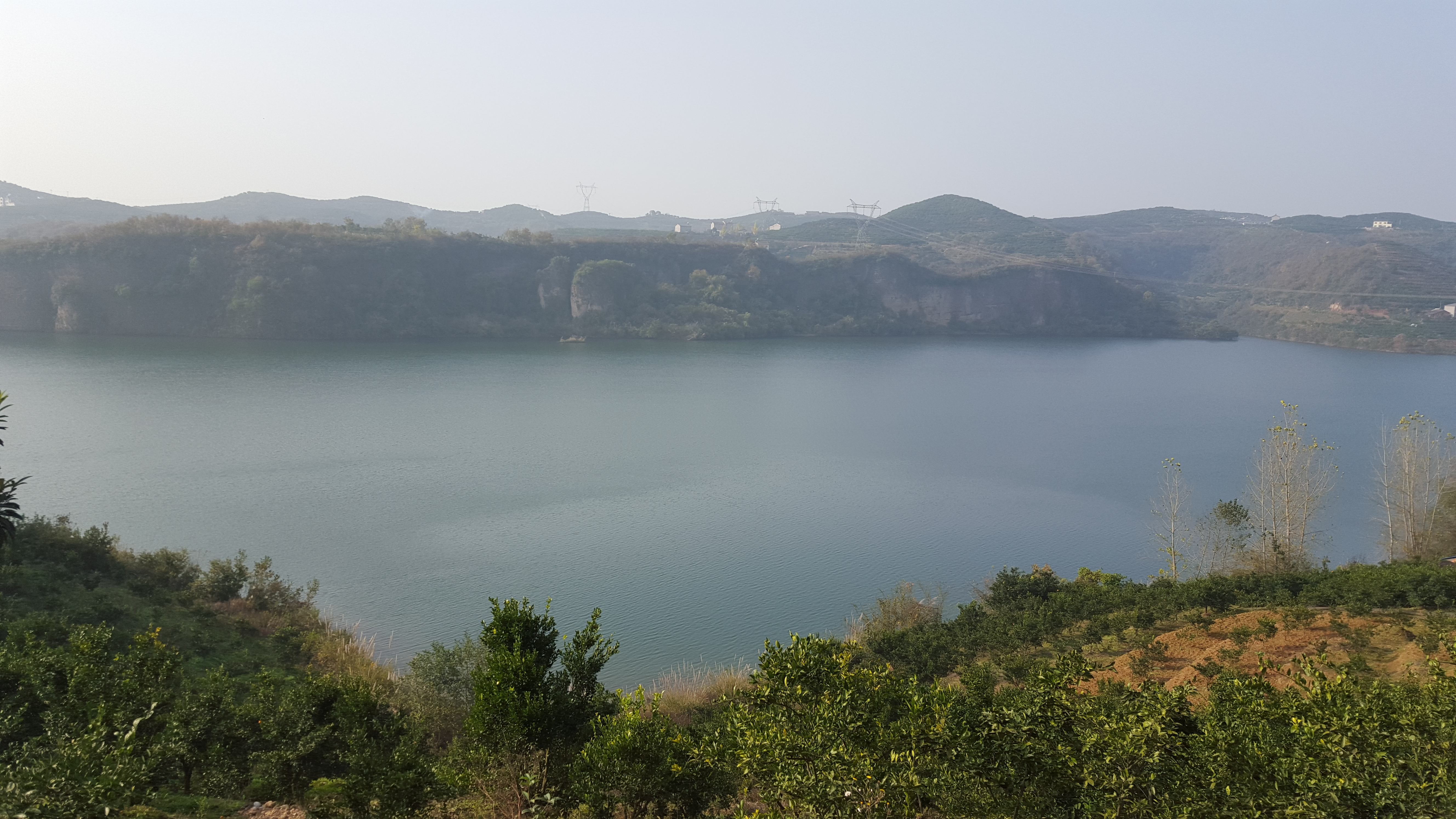
官荘水庫
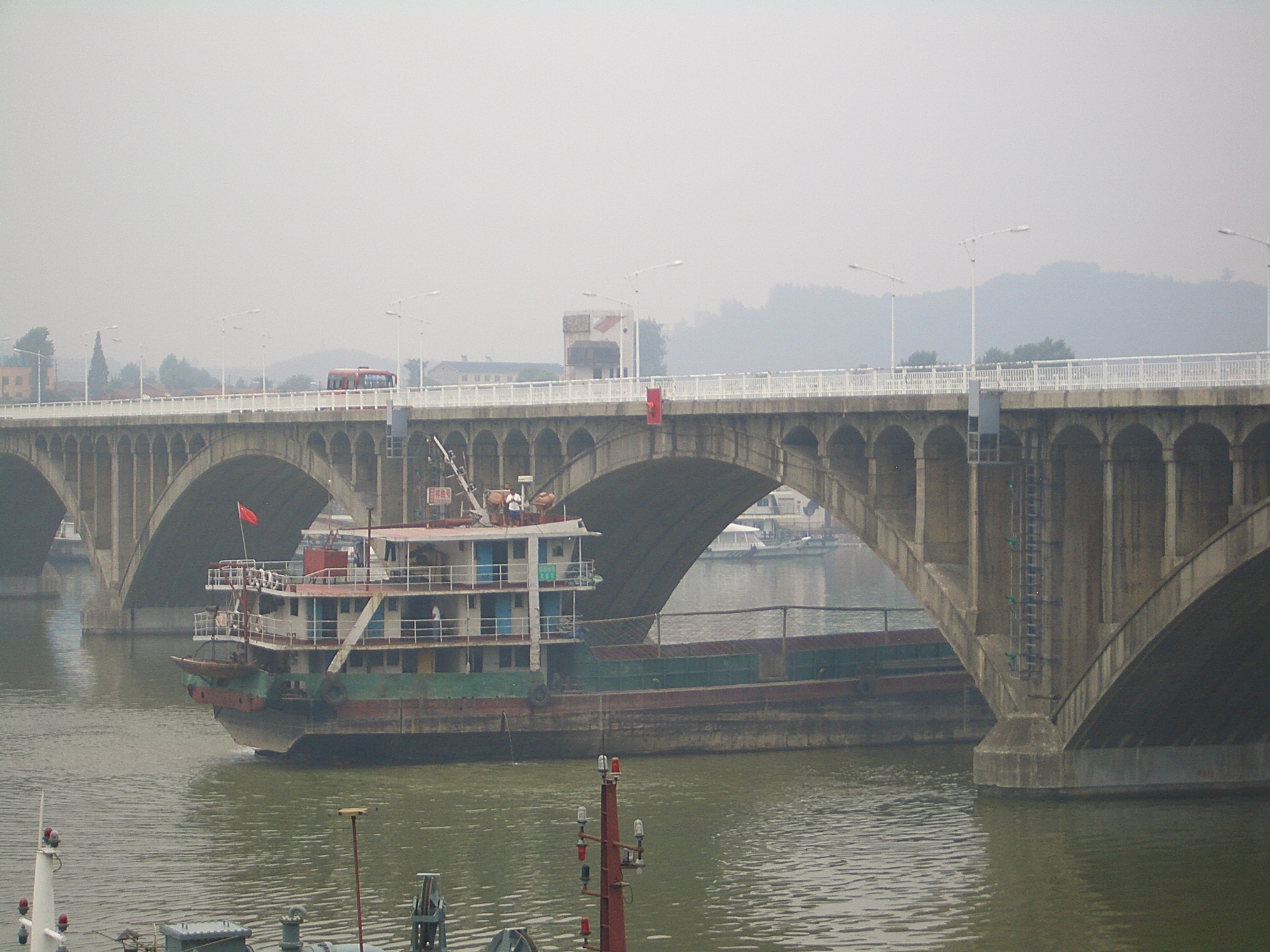
黄柏河大橋
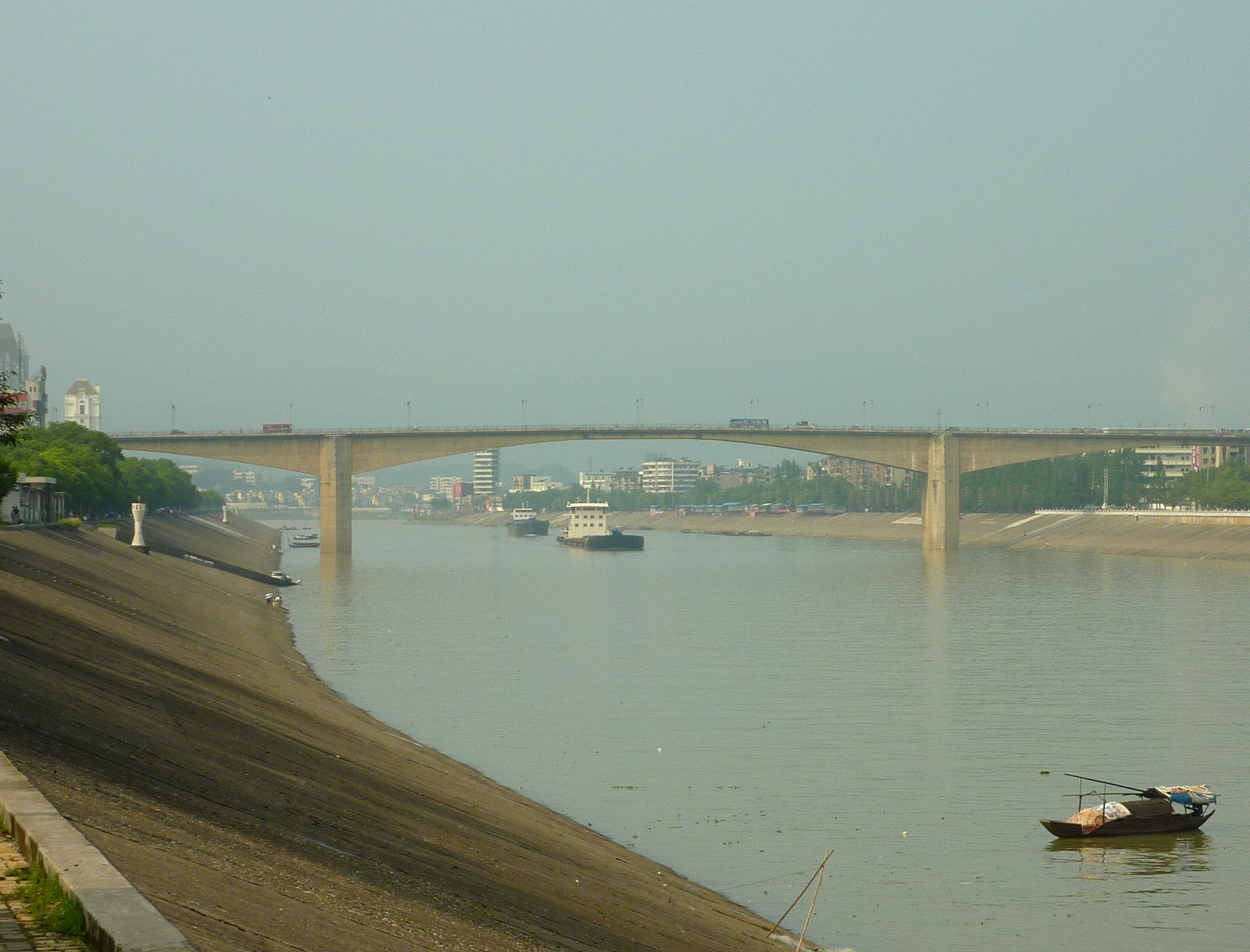
葛洲壩大橋
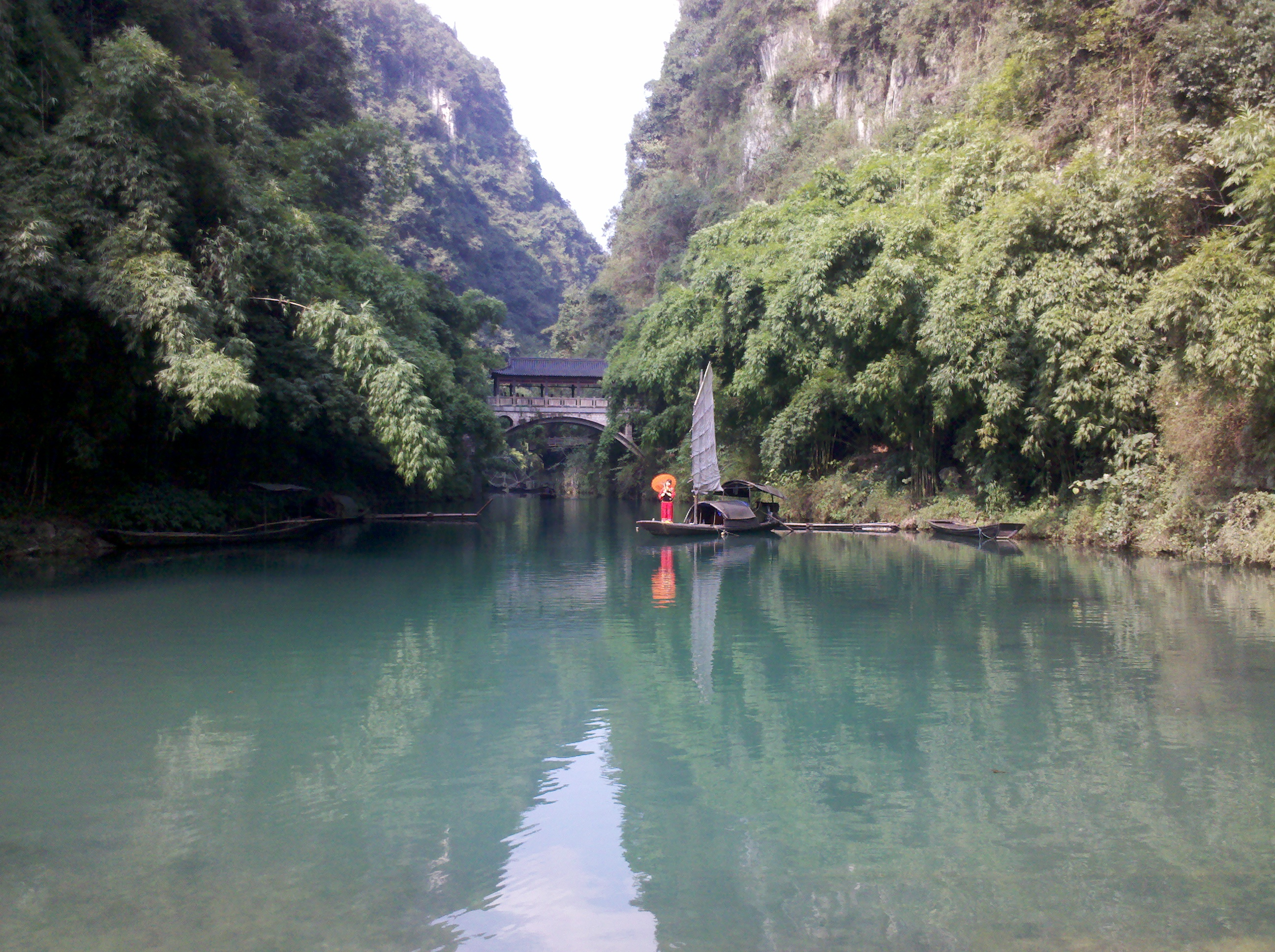
灯影峡（三峡人家風景区）
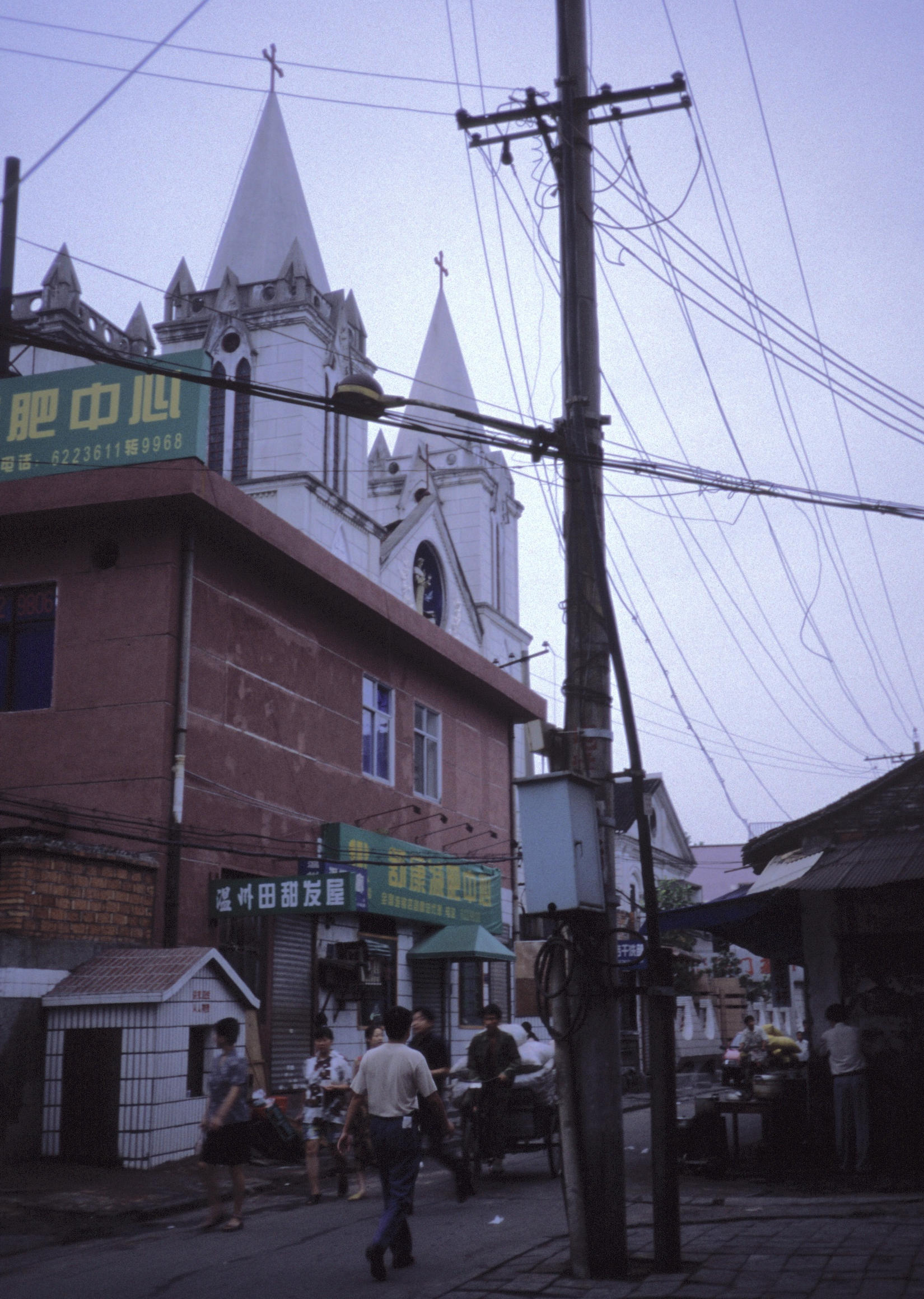
宜昌天主堂
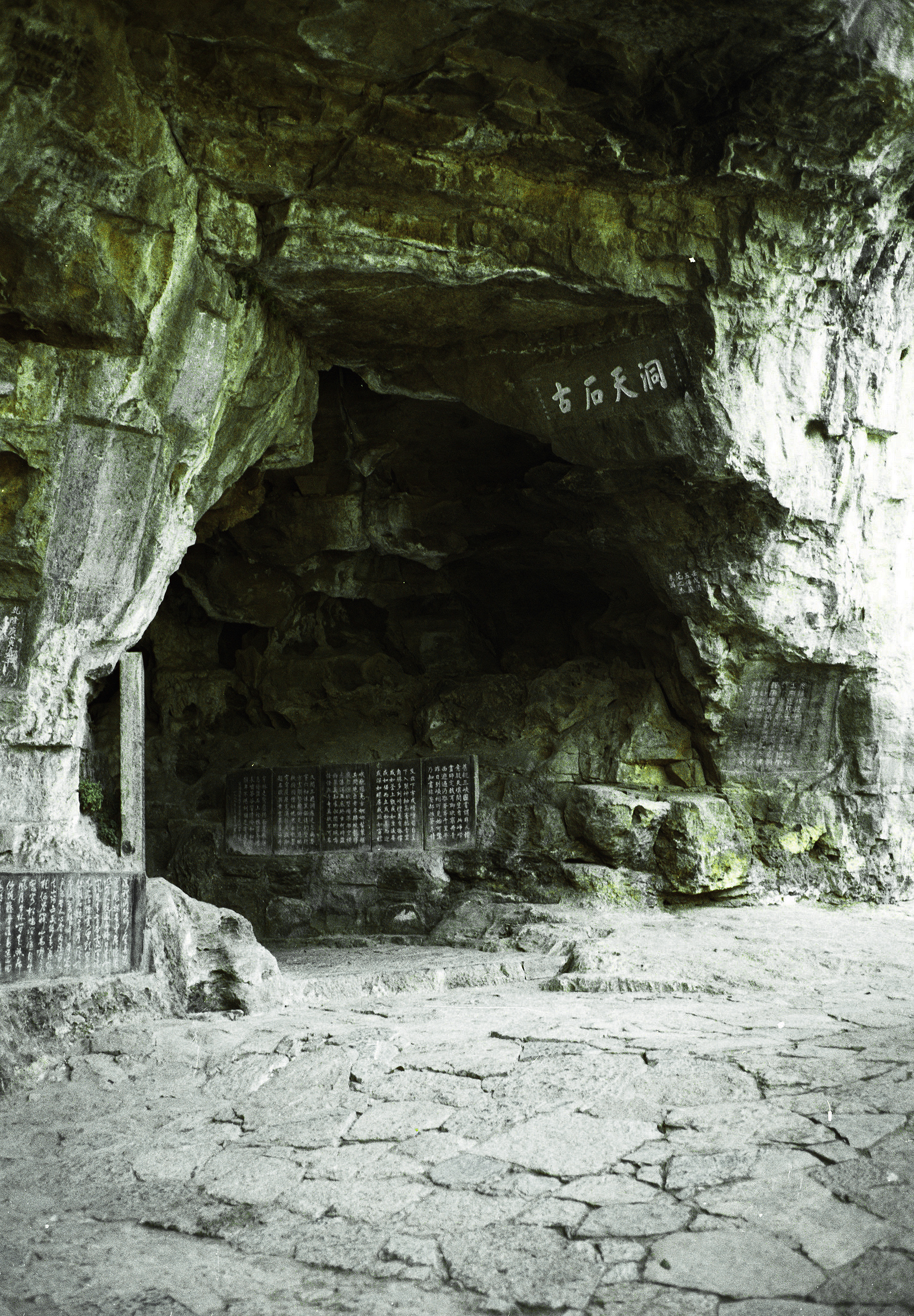
三遊洞
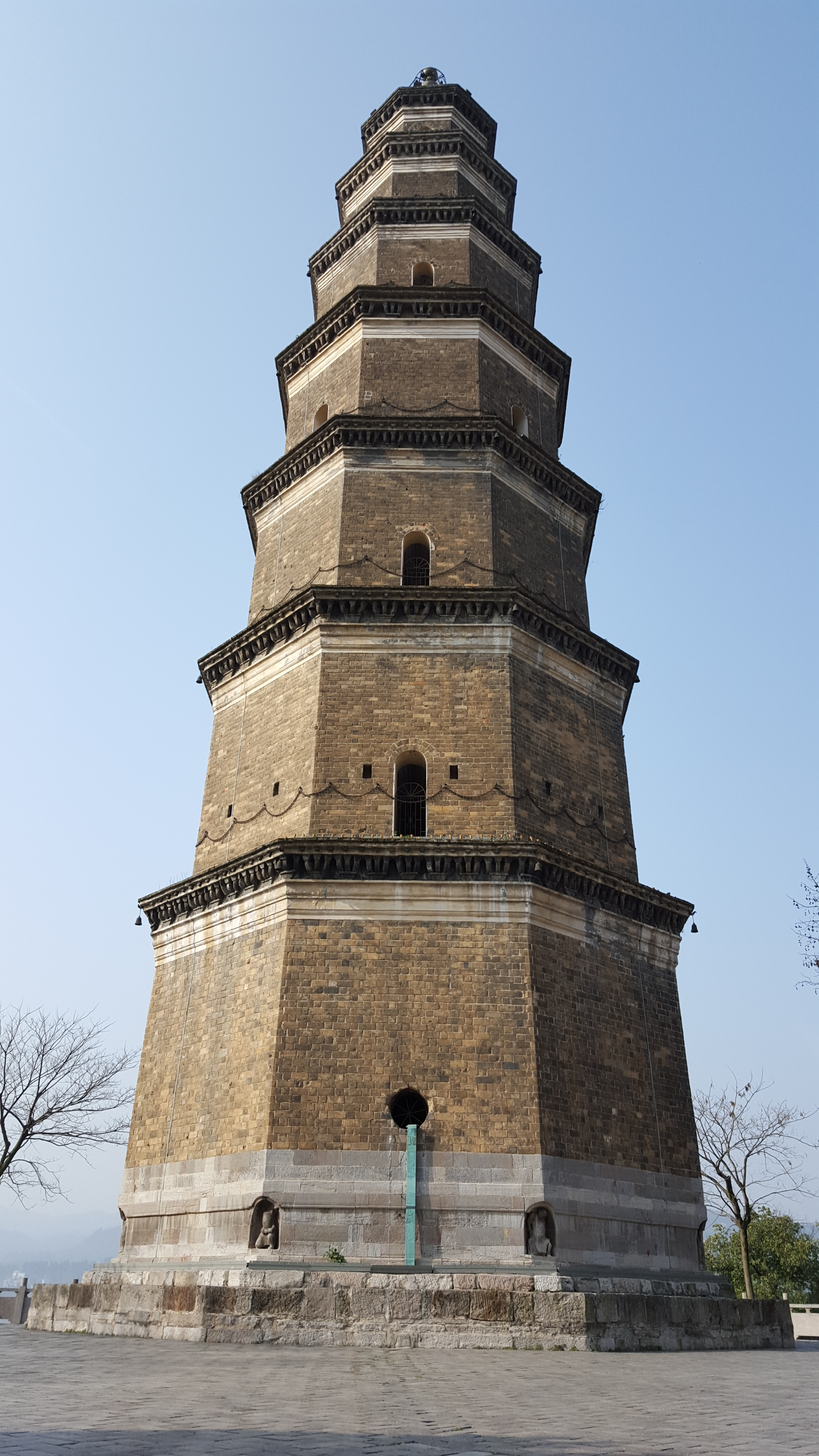
天然塔
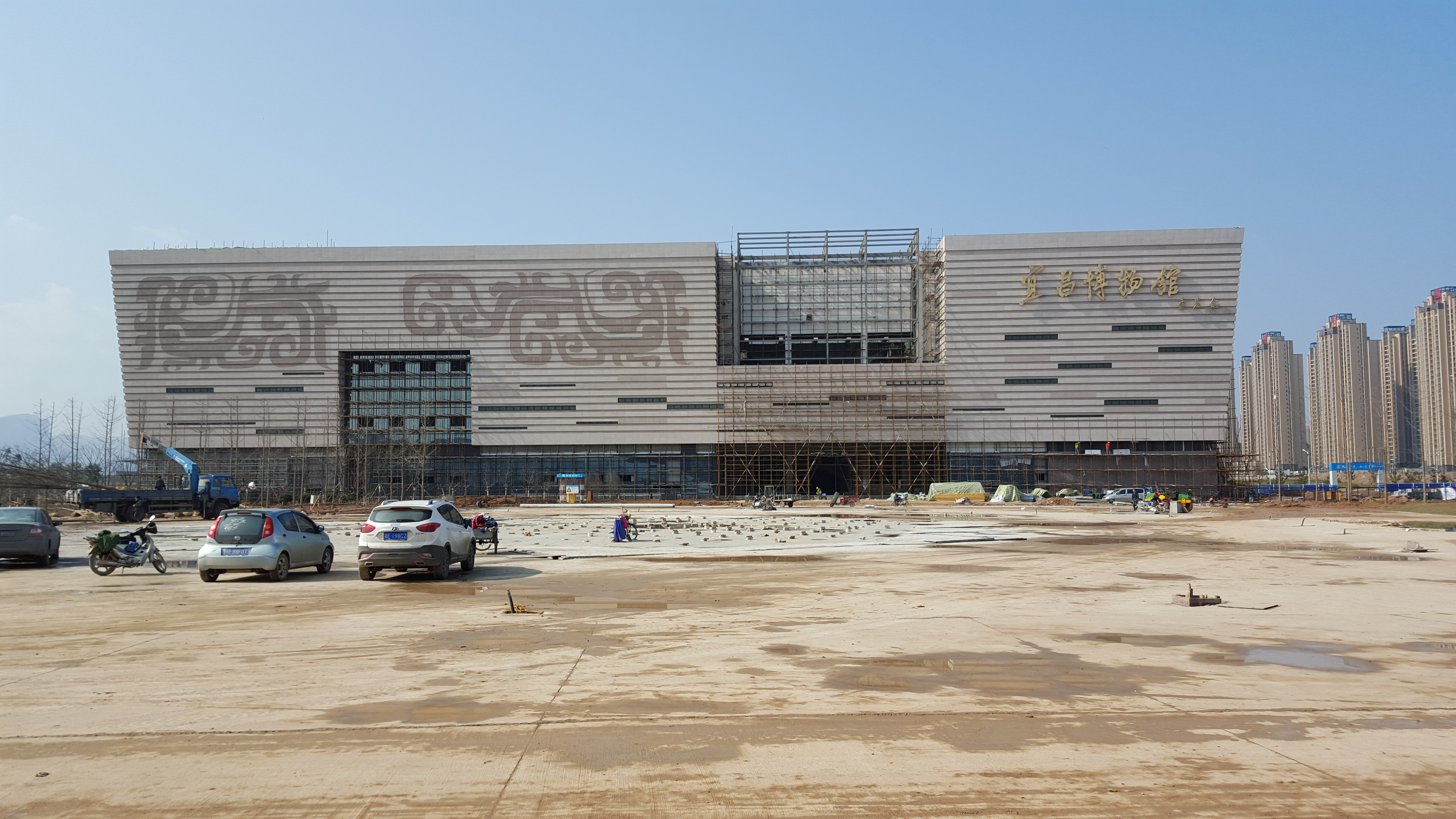
宜昌博物館・新館
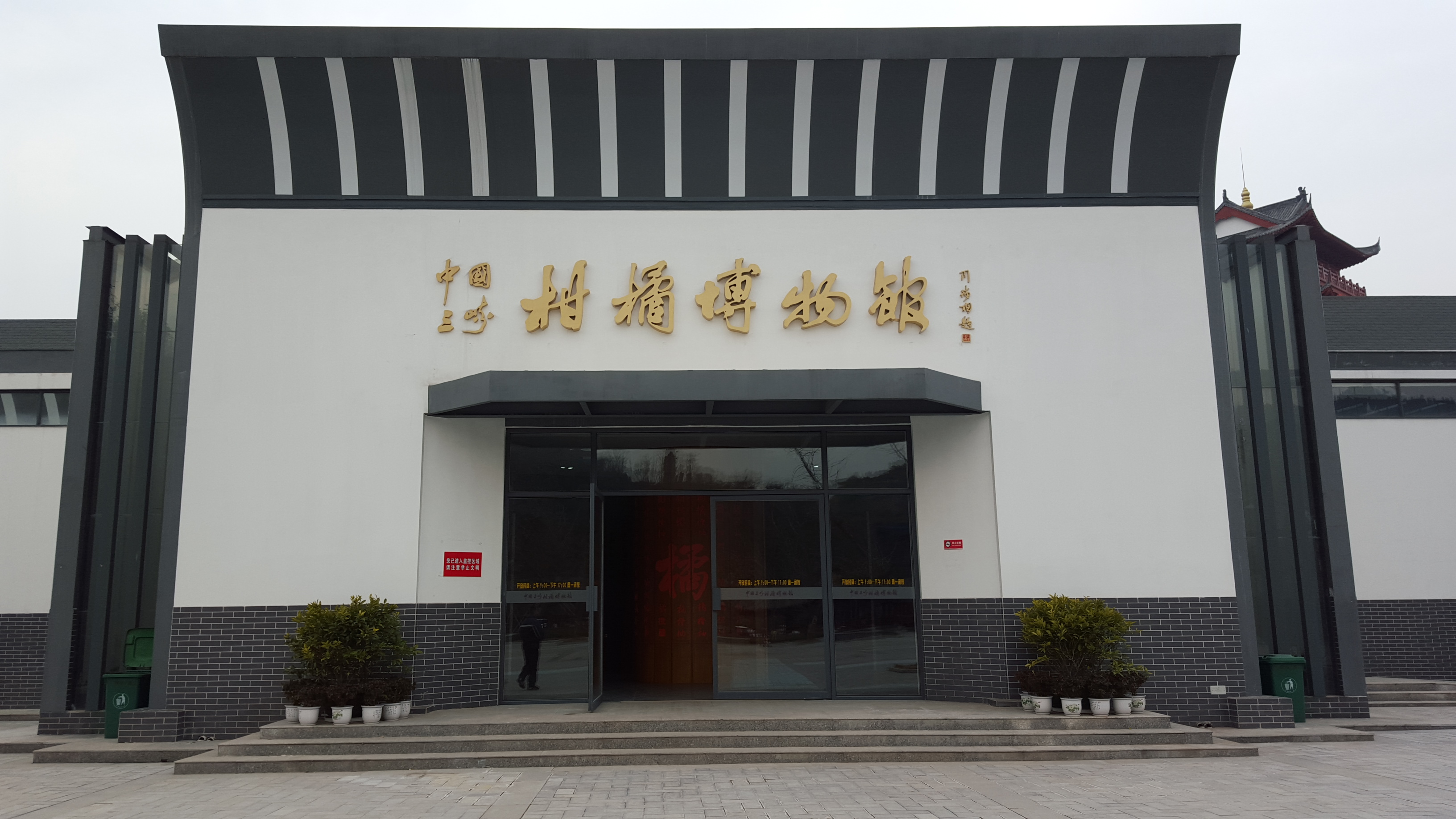
三峡柑橘類博物館
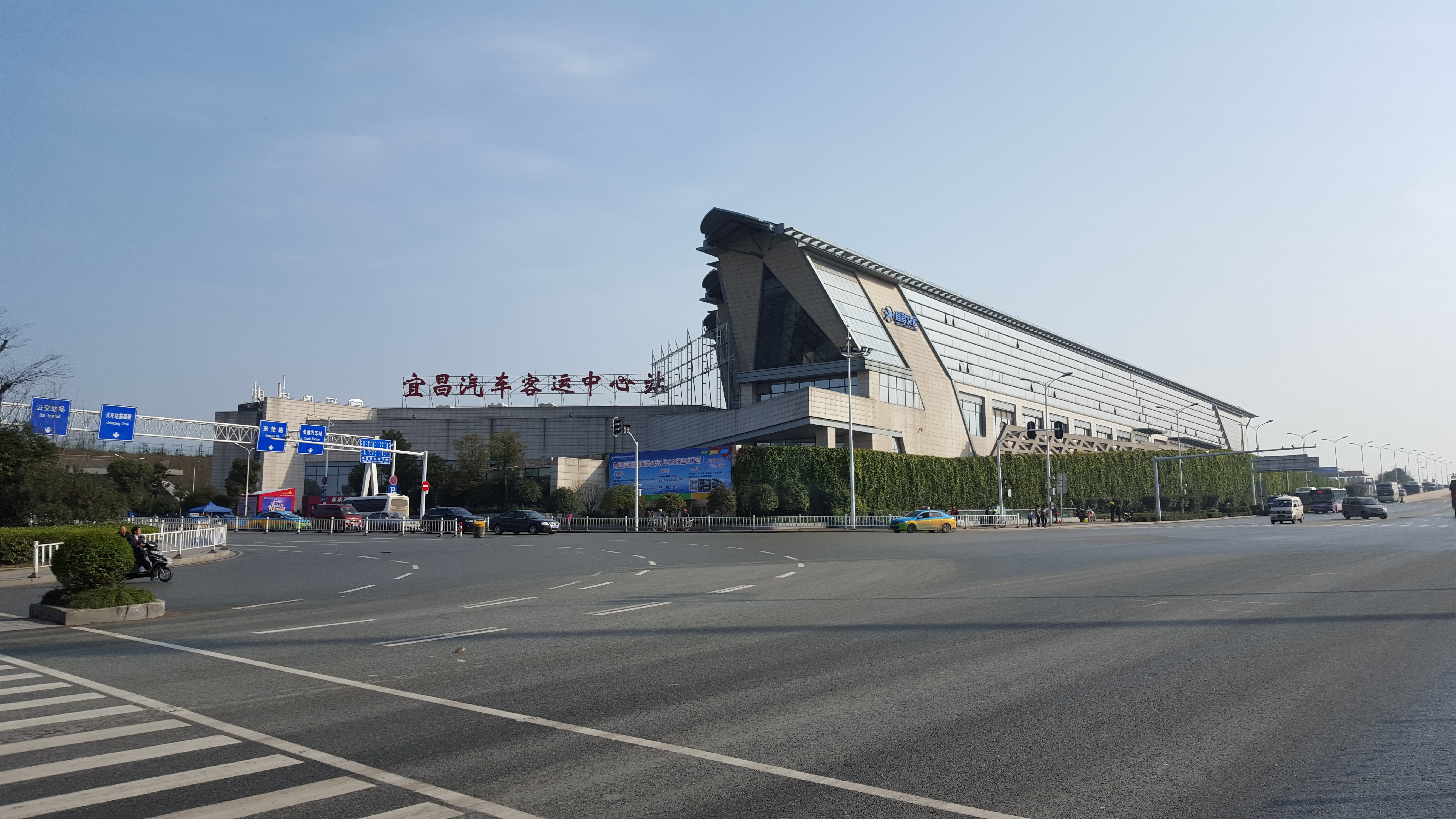
宜昌バスセンター